# Allna

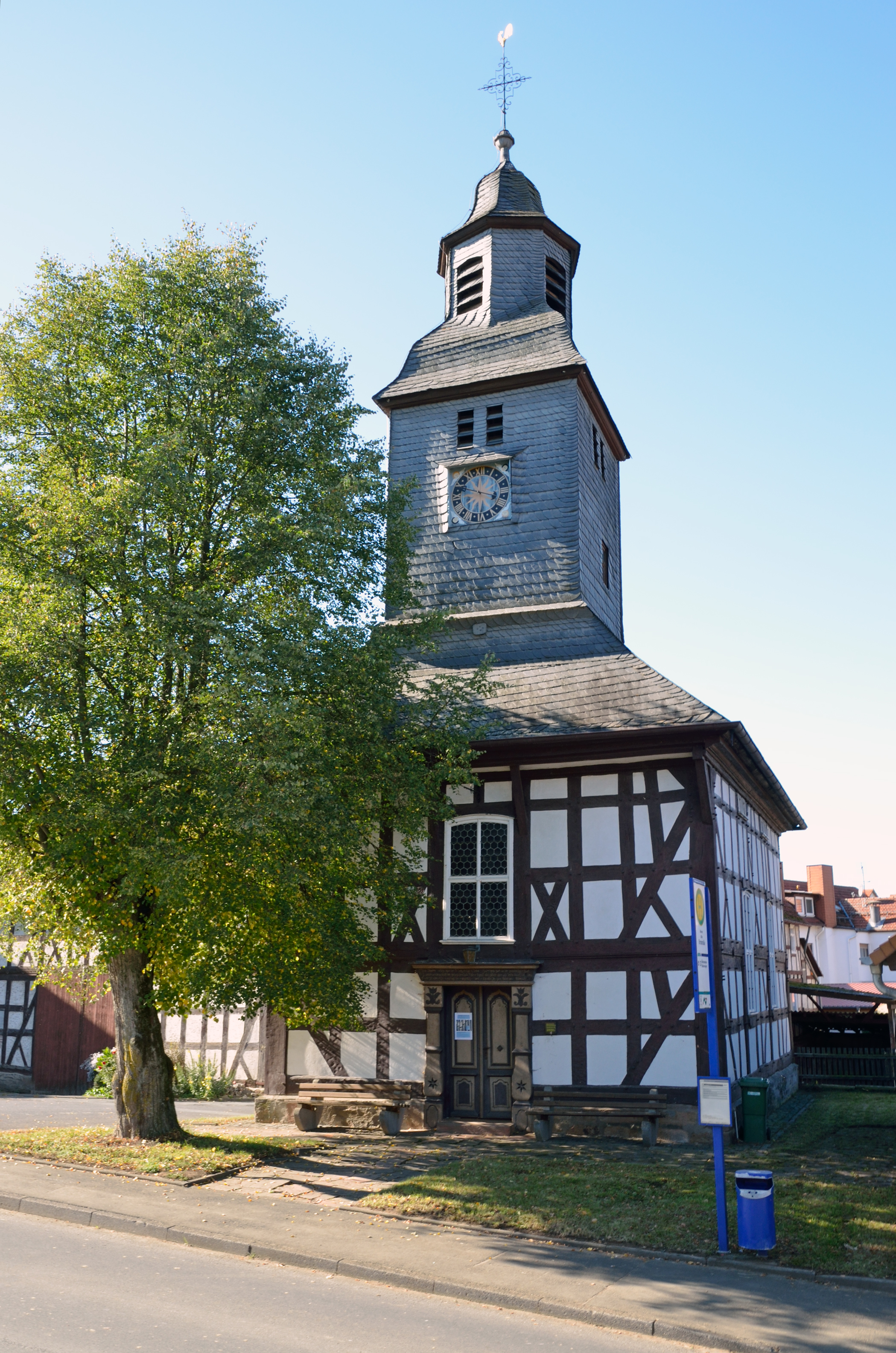
Evangelische Kirche Allna

Allna is een plaats in de Duitse gemeente Weimar (Lahn), deelstaat Hessen, en telt 214 inwoners (2005).